# Hendrik II van Mecklenburg
Hendrik II van Mecklenburg bijgenaamd de Leeuw (14 april 1266 - Sternberg, 21 januari 1329) was van 1302 tot 1329 heer van Mecklenburg. Hij behoorde tot het huis Mecklenburg.

## Levensloop
Hij was de zoon van heer Hendrik I van Mecklenburg en diens gemalin Anastasia van Pommeren, dochter van hertog Barnim I van Pommeren. In 1271 werd zijn vader tijdens een pelgrimstocht naar het Heilige Land door de Arabieren gevangengenomen en tot in 1298 gevangengehouden.
Tijdens de 27 jaar lange afwezigheid van zijn vader, werd Mecklenburg bestuurd door zijn moeder Anastasia en zijn ooms Johan II (tot in 1283) en Nicolaas III (tot in 1290). In 1287 werd Hendrik II mederegent, van 1287 tot 1289 in combinatie met zijn broer Johan III, en bleef dit tot de terugkomst van zijn vader in 1298. Toen zijn vader in 1302 kwam te overlijden, werd Hendrik II tot aan zijn dood in 1329 heer van Mecklenburg.
In het begin van zijn regeerperiode voerde Hendrik een onsuccesvolle oorlog tegen Nicolaas II van Werle in verband met de opvolging van hertog Hendrik I van Werle. Toen de zonen van zijn schoonvader, markgraaf Albrecht III van Brandenburg, rond het jaar 1299 stierven, kreeg hij van Albrecht III het heerschap Stargard toegewezen. Dit werd in 1304 in het verdrag van Vietmannsdorf bevestigd. Toen zijn echtgenote Beatrix in 1314 stierf en hij geen mannelijke nakomelingen met haar had gekregen, werd het heerschap echter teruggeëist door de markgraven van Brandenburg.
In 1299 vormde hij een alliantie met hertog Nicolaas II van Werle en markgraaf Albrecht III van Brandenburg die een poging moest ondernemen om het vorstendom Rostock te veroveren. Vorst Nicolaas I van Rostock plaatste in 1300 echter zijn gebied onder bescherming van koning Erik VI van Denemarken. Erik VI versloeg Hendrik II en zijn bondgenoten en nam het vorstendom Rostock voor zichzelf in. In 1304 vormde Hendrik II samen met markgraaf Herman van Brandenburg dan weer een bondgenootschap dat koning Wenceslaus II van Bohemen moest steunen in zijn oorlog tegen Rooms-Duits koning Albrecht I van Habsburg.
In 1310 begon Hendrik II een oorlog tegen de hanzesteden Wismar en Rostock. De oorzaak daarvan was dat het stadsbestuur van Wismar geweigerd had om het huwelijk van zijn dochter Mathilde met hertog Otto III van Brunswijk-Lüneburg in hun stad te laten plaatsvinden. In 1311 kon Hendrik II de stad Wismar weer onderwerpen, terwijl de oorlog met de stad Rostock nog voortduurde. Ondanks hevig verzet slaagde Hendrik er op 15 december 1312 in om de stad binnen te vallen. Toen hij in 1313 een pelgrimstocht naar de Madonna del Rocca-kerk in Castelmola ondernam, kwam Rostock echter opnieuw in opstand. Op 12 januari 1314 kon Hendrik II de stad opnieuw innemen en de oude stadsraad die hij in 1312 had aangesteld werd in de macht hersteld.
In 1315 brak de zogenaamde Noord-Duitse Markgravenoorlog uit tussen het markgraafschap Brandenburg en de stad Stralsund. Markgraaf Waldemar van Brandenburg viel het betwiste heerschap Stargard dat in handen was van Hendrik II binnen, waarna Hendrik de stad Stargard belegerde. Het beleg mislukte echter en werd in juli 1316 beëindigd. Later versloeg Hendrik Waldemar echter in de slag bij Gransee, waarna Hendrik II op 25 november 1317 in het verdrag van Templin het heerschap Stargard definitief toegewezen kreeg.
In 1319 probeerde Hendrik II in een bondgenootschap met graaf Gerhard III van Holstein-Rendsburg de streek Dithmarschen te bemachtigen. Bij de slag bij Wöhrden werd Hendrik II verslagen en konden hij en zijn troepen met veel moeite ontsnappen. Toen later dat jaar markgraaf Waldemar van Brandenburg overleed, veroverde Hendrik II de streken Prignitz en Uckermark.
In 1323 kwam de stad Rostock opnieuw in opstand tegen Hendrik II. Hij kon de stad opnieuw onderwerpen en op 21 mei 1323 sloot hij vrede met koning Christoffel II van Denemarken. Hierbij kreeg hij de heerschappen Rostock, Gnoien en Schwaan toegewezen. 
Markgraaf Lodewijk I van Brandenburg begon echter een oorlog tegen Hendrik II om Prignitz en Uckermark te heroveren. Hij werd verslagen en werd op 24 mei 1325 in een ongunstig verdrag gedwongen om deze gebieden terug af te staan. Toen in november van dat jaar Vitslav III, de laatste vorst van Rügen, overleed, brak er dan weer tussen Mecklenburg en Pommeren een successieoorlog uit. Hierbij werd Mecklenburg door Pommeren verslagen en op 27 juni 1328 werd de vrede van Brudersdorf gesloten, waarbij Pommeren Rügen toegewezen kreeg en Mecklenburg een schadevergoeding moest betalen.
Hendrik II overleed in januari 1329 op 62-jarige leeftijd.

## Huwelijken en nakomelingen
In 1292 huwde Hendrik II in Stargard met Beatrix van Brandenburg (overleden in 1314), dochter van markgraaf Albrecht III van Brandenburg. Ze kregen een dochter: 
- Mathilde (1293-1357), huwde in 1311 met hertog Otto III van Brunswijk-Lüneburg

Na de dood van zijn eerste vrouw huwde Hendrik II voor 6 juli 1315 met Anna van Saksen-Wittenberg (overleden in 1327 of 1328), dochter van hertog Rudolf I van Saksen-Wittenberg. Ze kregen volgende kinderen:
- Ludgarda (1310-1362), huwde in 1328 met hertog Wladislaus van Bytom
- Hendrik (1316-1321)
- Anastasia (1317-1329)
- Albrecht II (1318-1379), heer en hertog van Mecklenburg
- Agnes (1320-1340), huwde in 1338 met heer Nicolaas III van Werle
- Beatrix (1324-1399), abdis in het klooster van Ribnitz
- Johan I (1326-1392), heer van Mecklenburg en hertog van Mecklenburg-Stargard

Na de dood van zijn tweede vrouw huwde hij met Agnes, dochter van graaf Ulrich van Lindow-Ruppin. Het huwelijk bleef kinderloos. Na zijn dood zou Agnes hertrouwen met hertog Rudolf I van Saksen-Wittenberg.